# 주전초등학교
주전초등학교는 대한민국 울산광역시 동구 주전동에 있는 초등학교다.

## 학교 상징
- 교목 - 곰솔 : 항상 곧고 푸르며 바른 기상을 나타내고 고귀한 품격을 지닌 사람을 상징한다.
- 교화 - 매화 : 눈 속에서도 꽃을 피우며 봄의 희망을 가져다주고 고결한 마음과 인내를 상징한다.

## 학교 연혁
- 1933년 5월 5일 주전배영학습원 설립인가
- 1946년 11월 20일 주전공립국민학교 설립인가
- 1995년 3월 4일 병설유치원 개원
- 1996년 3월 1일 주전초등학교로 교명 변경
- 1998년 3월 1일 동해분교장 편입
- 1999년 3월 1일 동해분교장 통합
- 2022년 1월 28일 제76회 졸업 (졸업생수 11명, 총누계 1819명)
- 2022년 12월 30일 제77회 졸업 (졸업생수 10명, 총누계 1829명)
- 2023년 3월 1일 제29대 김안나 교장 취임
- 2024년 2월 16일 제78회 졸업 (졸업생수 10명, 총누계 1839명)

## 참고 자료
- 주전초등학교 - 한국교육학술정보원 학교알리미